# أحمد درويش
د.أحمد محمود عثمان درويش (مواليد 25 مايو عام 1959) رئيس الهيئة العامة للمنطقة الاقتصادية لقناة السويس الأسبق، وكان يشغل منصب وزير التنمية الإدارية خلال الفترة من 2004-2011 في حكومة أحمد نظيف المقالة في ثورة 25 يناير في مصر. وقد نشر تقريراً عن الفساد اثار غضب المسئولين وكان سبباً في توتر العلاقة بينه وبين الرئيس الأسبق حسني مبارك الذي رفض نشر مثل هذه التقارير وخصوصاً من وزير في الحكومة وكان من أول المدافعين عن حق المواطن في معرفة كيف تتولى الحكومة إدارة «محفظة الدولة».. ومن حقه أن يعرف أين تُصرف أموال الشعب، وتقدم بمشروع قانون تنظيم صحة وتداول المعلومات ووضعه على الأجندة التشريعية لمجلس الشعب وايضاً كان أول وزير يطالب تفعيل الانتخاب بالرقم القومى، وقام بإنشاء بوابة المناقصات الحكومية على الإنترنت، كما طالب بصرف جميع مستحقات العاملين بالحكومة والمتعاملين معها بالرقم القومى لمعرفة اجمالى الدخول بشكل صحيح، وايضاً قام بعمل بطاقة صرف المقررات التموينية بالبطاقة الذكية لضمان وصول الدعم لمستحقيه وتوزيع أكثر عدالة للمواد التموينية .
قدم د.أحمد درويش مقترحاً بإنشاء نظام «المفوض العام» للدفاع عن حقوق المواطنين أو ما يعرف بـ الامبودسمان في الغرب لرد حقوق المتظلمين من الحكومة والا تكون الجهة المشكو في حقها هي الخصم والحكم وذلك بفصل الجهة التي تتلقى الشكوى عن الجهة المشكو في حقها وكذلك فصل الاجهزة الرقابية عن الاجهزة التنفيذية .
يعمل درويش استاذاً في كلية الهندسة جامعة القاهرة قبل وبعد دخوله للوزارة وهو من الفاعلين الرئيسين في مشروع الحكومة الإلكترونية المصرية واستشارى للعديد من المنظمات الدولية ومنها برنامج الأمم المتحدة الإنمائى ومنظمات اليونسكو واليونيدو والفاو والإيسكوا والبنك الدولي والمفوضية الأوربية. وكذلك العديد من الوزارات والهيئات الحكومية والبنوك المصرية بالإضافة إلى العديد من الشركات المصرية والعالمية في مصر والشرق الأوسط وأفريقيا والولايات المتحدة الأمريكية.
انشأ لجنة الشفافية والنزاهة بالدولة واختار غالبية اعضائها من خارج الحكومة من المعارضين والسياسيين والصحافيين وناقدى الحكومة واصدرت اللجنة أربعة تقارير اخرها التقرير المشهور الذي احدث ارتباك في العلاقات بينه وبين مؤسسة الرئاسة آنذاك .
شملت حقيبته الوزارية ثلاثة محاور. الأول كان إعداد سياسات واستراتيجيات برنامج الحكومة الالكترونية وإدارة تنفيذه بالتعاون مع كافة الوزارات. وقد شمل البرنامج 4 مشروعات هي 1. البنية الأساسية 2. أتاحة تقديم الخدمات من قنوات جديدة 3. تطوير نظم إدارة موارد الدولة 4. استكمال وربط قواعد البيانات القومية. المحور الثاني كان تصميم وتنفيذ التطوير المؤسسى للجهات الحكومية مصحوبا بفكر جديد لبناء القدرات. أما المحور الثالث فكان ارساء فكر الحوكمة الرشيدة بما يتضمنه من مبادئ هامة مثل الشفافية والنزاهة وتنظيم الإفصاح وتداول المعلومات والالتزام بحكم القانون في الحكومة والقطاع العام.
نالت جهوده وفريق عمله التقدير العالمى فقفز مؤشر الخدمات الالكترونى على الإنترنت لمصر إلى المركز 23 من بين 192 دولة في تقرير 2010 للأمم المتحدة كما حصلت مصر على جائزة أفضل خدمة من الأمم المتحدة في نييورك عام 2009 ومن الاتحاد الأفريقى في جوهانسبرغ في 2008. كما اختارت سنغافورة د. درويش ليكون أحد أهم الشخصيات المؤثرة في الشرق الأوسط عام 2007 اعترافا بإنجازه في هذا المجال.

## الدراسة الجامعية
اتم دراسته في كلية الهندسة جامعة القاهرة وحصل فيها على درجة البكالوريوس في هندسة الاتصالات والإلكترونيات عام 1981 ثم حصل في نفس الكلية على درجة الماجستير في هندسة الحاسبات عام 1984 وحصل على درجة الدكتوراه من جامعة كاليفورنيا ديفز في الولايات المتحدة الأمريكية عام 1988

## وصلات خارجية
- الموقع الرسمي